# Dobra Kolata
Dobra Kolata (serb. cyr. Добра Колата, alb. Kolata e Mirë) – szczyt w Górach Dynarskich. Leży na granicy między Albanią a Czarnogórą, blisko granicy z Kosowem. Należy do pasma Gór Północnoalbańskich.